# حسیمه
حُسَیمه یکی از شهرهای کشور مراکش است. این شهر از شهرهای گردشگری اصلی مراکش است.
جمعیت حسیمه آمیزه‌ای است از بربرهای ریف و عرب‌های اندلسی.